# Liste von Unfällen in kerntechnischen Anlagen
Die Liste von Unfällen in kerntechnischen Anlagen nennt Vorfälle, die im Rahmen der internationalen Bewertungsskala INES als Unfall der Stufe 4 und höher einzustufen sind. Weniger schwere Störfälle sind in der Liste meldepflichtiger Ereignisse in deutschen kerntechnischen Anlagen und in der Liste von Störfällen in europäischen kerntechnischen Anlagen erfasst.
Diese Liste beschränkt sich auf kerntechnische Anlagen. Nicht aufgenommen sind daher Unfälle und Risiken, die sich beim Abbau und bei der Weiterverarbeitung von Uran, bei Uranerz-Abraumhalden oder -Absetzseen ereignet haben, wie beispielsweise der 1979 eingetretene Bruch eines Absetzsee-Dammes in den USA, der mehr Radioaktivität freisetzte als der in dieser Liste enthaltene Three Mile Island-Unfall.
INES wurde von der Internationalen Atomenergie-Organisation (IAEO) eingeführt, damit eine weltweite Standardisierung in der Meldung von Stör- und Unfällen erlangt wird und sich die Bevölkerung über den Rahmen der radiologischen Auswirkungen eines solchen Vorfalls informieren kann. Da die INES erst Anfang der 1990er Jahre eingeführt wurde, sind nicht alle früheren Ereignisse nach dieser Skala eingestuft.
Die bekanntesten Unfälle in kerntechnischen Anlagen sind die Nuklearkatastrophe von Tschernobyl vom 26. April 1986 und die Nuklearkatastrophe von Fukushima vom 11. März 2011. Neben diesen auch Super-GAU genannten auslegungsüberschreitenden Unfällen gibt es noch weitere Unglücke, bei denen es zu erheblicher Kontamination und damit zu Umwelt- und Gesundheitsschäden gekommen ist.
| 1940 • 1950 • 1960 • 1970 • 1980 • 1990 • 2000 • 2010 • 2020 |

## 1940er Jahre
| Datum         | Ort                                          | Vorgang | INES |
| ------------- | -------------------------------------------- | --- | ---- |
| 21. Aug. 1945 | Los Alamos (New Mexico) Vereinigte Staaten   | Harry K. Daghlian Jr. arbeitete auf dem Omega-Gelände des Kernforschungszentrums von Los Alamos und erzeugte eine prompt überkritische Anordnung, als er versehentlich einen Wolframcarbid-Klotz auf einen etwa 6 kg schweren Plutonium-Kern fallen ließ. Obwohl er das Stück wegstieß, erhielt er bei dem Prompt Burst eine tödliche Strahlendosis von geschätzt ca. 5 Sievert (Sv) und starb am 15. September. (INES: 4) | 4    |
| 21. Mai 1946  | Los Alamos (New Mexico) Vereinigte Staaten   | Im Kernforschungszentrum von Los Alamos experimentierte der kanadische Physiker Louis Slotin im Beisein mehrerer Wissenschaftler mit demselben Plutoniumkern, der in der Folge als „Demon Core“ bezeichnet wurde, und zwei Halbkugelschalen aus Beryllium, die als Neutronenreflektoren dienten. Slotin hielt die obere Halbkugel durch ein Daumenloch und benutzte, um sie kontrolliert abzusenken, einen Schraubendreher. Als der aus dem Spalt herausrutschte, riss Slotin die Halbkugel fort; er erhielt dabei eine Dosis von etwa 21 Sv, an der er bereits am 30. Mai verstarb. (INES: 4) | 4    |
| 1949          | Hanford Site (Washington) Vereinigte Staaten | Das Experiment Green Run sah die Freisetzung einer radioaktiven Wolke aus dem militärischen Nuklearkomplex Hanford Site vor. Schätzungen liegen im Bereich mehrerer 100 TBq 131I und noch mehr 133Xe. Im Normalbetrieb wurden täglich mehrere 10 TBq mittel- und langlebiger Nuklide in den Columbia River entlassen. Das Wissen um die Gesundheitsgefährdung durch radioaktives Jod war damals noch mangelhaft. | (4)  |

## 1950er Jahre
| Datum            | Ort                                                    | Vorgang | INES |
| ---------------- | ------------------------------------------------------ | --- | ---- |
| 12. Dez. 1952    | Chalk River Laboratories, Chalk River (Ontario) Kanada | Der erste ernste Reaktorunfall ereignete sich im sogenannten NRX-Reaktor in den Chalk River Laboratories in der Nähe von Ottawa, Kanada. Während eines Tests des Forschungsreaktors wurde durch Fehlbedienungen, Missverständnisse zwischen Operator und Bedienpersonal, falsche Statusanzeigen im Kontrollraum, Fehleinschätzungen des Operators und zögerliches Handeln der Reaktorkern bei einer partiellen Kernschmelze zerstört. Dabei warf eine Knallgas-Explosion im Reaktorkern die Kuppel eines vier Tonnen schweren Helium-Gasbehälters 1,2 m hoch, wodurch sie im Aufbau stecken blieb. Durch die Explosion wurden mindestens 100 TBq an Spaltprodukten in die Atmosphäre freigesetzt. Bis zu vier Millionen Liter mit etwa 400 TBq langlebigen Spaltprodukten radioaktiv kontaminiertes Wasser wurden aus dem Keller des Reaktorcontainment in eine sandige Sickergrube gepumpt, um eine Kontaminierung des nicht weit entfernten Flusses Ottawa zu verhindern. Der beschädigte Reaktorkern wurde vergraben. Der spätere US-Präsident Jimmy Carter, damals Nukleartechniker in der Navy, half bei den mehrere Monate dauernden Aufräumarbeiten. Der Reaktor ging zwei Jahre später wieder in Betrieb. (INES: 5) | 5    |
| 29. Nov. 1955    | Idaho Falls (Idaho) Vereinigte Staaten                 | In der National Reactor Testing Station Idaho erlitt der Forschungsreaktor EBR-I eine partielle Kernschmelze. Der Kern aus angereichertem Uran in Verbindung mit 2 % Zirconium schmolz bei Versuchen, die eine schnelle Steigerung der Leistung vorsahen, weil sich Brennstoffröhren verzogen. Durch Verdunstung des Kühlmittels NaK wurde der schmelzende Brennstoff in die Röhren des Kühlsystems transportiert und die Kritikalität unterschritten, wodurch sich der Reaktor selbst abschaltete. Der Reaktorkern war austauschbar angelegt und konnte ersetzt werden, Personen kamen nicht zu Schaden. (INES: 4) | 4    |
| 29. Sep. 1957    | Kyschtym, Sowjetunion                                  | Auch bekannt als Unfall von Majak. Die dortige Wiederaufarbeitungsanlage lagerte ihre Abfallprodukte in großen Tanks. Durch den radioaktiven Zerfall der Stoffe entsteht Wärme, weswegen diese Tanks ständig gekühlt werden müssen. Nachdem im Laufe des Jahres 1956 die Kühlleitungen eines dieser jeweils 250 m³ fassenden Tanks undicht geworden waren und deshalb die Kühlung abgestellt wurde, begannen die Inhalte dieses Tanks zu trocknen. Ausgelöst durch einen Funken eines internen Messgerätes, explodierten die enthaltenen Nitratsalze und setzten große Mengen an radioaktiven Stoffen frei. Da die kontaminierte Wolke bodennah blieb, entsprach die Belastung der Gegend um das russische Kyschtym nahezu der doppelten Menge des Tschernobyl-Unfalls. Da die Kontamination sich auf den Ural beschränkte, schlugen Messgeräte in Europa keinen Alarm (vgl. Tschernobyl-Unfall), wodurch der Unfall vor der Weltöffentlichkeit 30 Jahre lang geheim gehalten werden konnte. | 6    |
| 7.–12. Okt. 1957 | Windscale bzw. Sellafield, Vereinigtes Königreich      | Im Kernreaktor Pile No. 1 in Windscale (heute Sellafield) heizten Techniker den Reaktor an, um die so genannte Wigner-Energie aus dem als Moderator dienenden Graphit zu glühen. Bei dem Reaktor handelte es sich um einen von zwei luftgekühlten und graphitmoderierten Reaktoren. Sie wurden mit Natururan betrieben und dienten dazu, Plutonium für Atomwaffen herzustellen. Sie wurden durch einen von riesigen Lüftern erzeugten Luftstrom gekühlt. Am Morgen des 7. Oktober 1957 wurde der Reaktor kontrolliert heruntergefahren und die Luftkühlung abgestellt. Der Reaktor wurde danach im unteren Leistungsbereich wieder angefahren. Die Techniker stellten einen Temperaturabfall anstelle eines Temperaturanstiegs fest. Um die Wigner-Energie schneller abführen zu können, wurde der Reaktor am nächsten Tag in einen nicht erlaubten Leistungsbereich gefahren. Die Techniker saßen allerdings einem Trugschluss auf: Im normalen Betrieb traten die Temperaturspitzen an ganz anderen Orten auf als während des Ausglühens. An diesen Orten befanden sich jedoch keine Messfühler, und so begann der Graphit dort, zunächst unbemerkt, zu brennen. Die Luftfilter hielten dem Feuer nur kurze Zeit stand, danach konnte die Radioaktivität ungehindert durch die Abluftkamine nach außen gelangen. Blaue Flammen schlugen aus dem hinteren Bereich des Reaktors. 750 TBq gelangten in die Atmosphäre. Das Feuer brannte vier Tage und verbrauchte einen Großteil des Graphitmoderators. Die Techniker konnten nur einen Teil der Kernbrennstäbe aus dem brennenden Bereich des Reaktors stoßen. So schlugen sie eine Feuerschneise, indem sie benachbarte Stäbe herausstießen. Als letzte Konsequenz wurde der Reaktor mit Wasser geflutet. Die Flutung war äußerst gefährlich, denn das Wasser hätte durch die hohe Temperatur zu Knallgas aufgespalten werden können. Dies hätte zu einer Explosion geführt. Glücklicherweise erstickte das Wasser jedoch das Feuer. Große Mengen radioaktiver Gase entwichen in die Atmosphäre. Diese waren vor allem Iod, Krypton und Xenon. Die Milcherzeugung in einem Gebiet von 520 km² wurde verboten. Bald nach der Zerstörung von Reaktor 1 durch den Unfall wurde Reaktor 2 ebenfalls stillgelegt, als man erkannt hatte, dass eine sichere Abführung der Wigner-Energie konstruktionsbedingt unmöglich ist. Mit der Demontage der abgeschalteten Reaktoren wurde 1993 begonnen, sie sollte 2012 abgeschlossen werden, wurde aber bereits 1999 beendet. Der totale Rückbau soll bis 2040 erfolgen. Der Unfall wurde später für Dutzende von Krebstoten verantwortlich gemacht. | 5    |
| 30. Dez. 1958    | Los Alamos (New Mexico) Vereinigte Staaten             | Ein Kritikalitätsunfall ereignete sich bei der Extraktionsarbeit mit einer plutoniumhaltigen Lösung im Los Alamos Scientific Laboratory in New Mexico. Der Operator starb an akuter Strahlenkrankheit. Nach diesem Unfall wurde bei der Arbeit mit kritischen Massen in den USA endgültig zur Verwendung von Manipulatoren übergegangen. Bis dahin war trotz der Kritikalitätsunfälle in den 1940er Jahren Handarbeit im Umgang mit Plutonium verbreitet. (INES: 4) | 4    |
| 26. Juli 1959    | Simi Valley (Kalifornien) Vereinigte Staaten           | Im Santa Susana Field Laboratory in Kalifornien, das einen natriumgekühlten Schnellen Brüter mit 7,5 MWe betrieb, ereignete sich in diesem Reaktor aufgrund eines verstopften Kühlkanals eine 30-prozentige Kernschmelze. Der Großteil der Spaltprodukte konnte abgefiltert werden. Die radioaktiven Gase wurden jedoch größtenteils an die Umwelt freigesetzt, was eine der größten 131Iod-Freisetzungen in der Nukleargeschichte bedeutete. Der Unfall wurde lange Zeit geheim gehalten. (INES: 4) | 5–6  |
| 20. Nov. 1959    | Knoxville (Tennessee) Vereinigte Staaten               | In der radiologisch-chemischen Fabrik Oak Ridge National Laboratory in Tennessee gab es während der Dekontamination der Arbeitsanlagen eine chemische Explosion. Es wurden insgesamt 15 Gramm 239Plutonium freigesetzt. Dieses verursachte bei der Explosion eine erhebliche Kontaminierung des Gebäudes, der angrenzenden Straßen und der Fassaden von angrenzenden Gebäuden. Man glaubt, dass die Explosion durch den Kontakt von Salpetersäure mit phenolhaltigen Dekontaminierungsflüssigkeiten ausgelöst wurde. Ein Techniker hatte vergessen, einen Verdampfer mit Wasser zu reinigen und so frei von Dekontaminierungsflüssigkeiten zu machen. Flächen, die nicht dekontaminiert werden konnten, wurden mit einer auffälligen Warnfarbe gekennzeichnet oder einbetoniert. Die Behörden von Oak Ridge begannen, im Umgang mit radioaktiv-chemischen Materialien ein Containment zu benutzen. Seither wurden keine weiteren Mitarbeiter verletzt. | 3–4  |

## 1960er Jahre
| Datum         | Ort                                                   | Vorgang | INES |
| ------------- | ----------------------------------------------------- | --- | ---- |
| 3. Jan. 1961  | Idaho Falls (Idaho) Vereinigte Staaten                | In der National Reactor Testing Station Idaho wurde um 21:01 Uhr bei Wartungsarbeiten der über Weihnachten abgeschaltete Prototyp eines militärischen Siedewasser-Reaktors, der SL-1, für wenige Millisekunden prompt überkritisch und setzte in dieser Zeit etwa das 6000-fache der Leistung frei, für die die Anlage ausgelegt war. Bevor durch Bildung von Dampfblasen die Reaktivität sinken konnte (siehe Dampfblasenkoeffizient), zerlegten sich schon die Brennelemente des kleinen Reaktorkerns aus hoch angereichertem Uran (90 %). Die den Kern umgebende, 2 m hohe Wassersäule prallte mit 9 m/s gegen den Reaktordeckel – der Wasserspiegel war für die Wartungsarbeiten etwas gesenkt worden – und ließ den gesamten, 12 t schweren Kessel um fast 3 m bis zur Geschossdecke emporschnellen, wodurch der Steuerstab wieder vollständig hineingedrückt wurde. Die Feuerwehr, durch Temperatursensoren an der Decke alarmiert, fand zunächst alles friedlich, bis auf die abschreckend hohe Strahlung hinter der Tür zum Treppenaufgang. Als die drei mit den Wartungsarbeiten betrauten Soldaten vermisst blieben, drang man mit Schutzanzügen zur Arbeitsebene über dem Reaktor vor. Einer der drei Arbeiter war von einer herausschießenden Hülse durchbohrt und bis an die Decke geschleudert worden, zwei lagen auf dem Boden. Einer der beiden wurde noch lebend geborgen; er erlag aber zwei Stunden nach dem Unfall seiner Kopfverletzung. Selbst nackt strahlte der von Splittern durchsiebte Körper noch mit 5 Sv/h. Weitere Opfer gab es nicht. Die Rettungskräfte wurden jeweils nach einer Minute abgelöst. 22 von ihnen erhielten Strahlendosen im Bereich von 30 bis 270 mSv. Lediglich Iod-131 verbreitete sich über das Betriebsgelände hinaus, stellte in der Wüste aber keine Gefahr dar. Von April bis November dauerte die Dekontamination des Gebäudes, an der Hunderte jeweils für wenige Minuten beteiligt waren; dann wurde das Druckgefäß herausgehoben und in ein Labor gebracht, wo es fernbedient zerlegt und untersucht wurde. Es sollte geklärt werden, wie der eigentlich damals als inhärent sicher geltende Reaktor hatte explodieren können: Nach den Wartungsarbeiten zum Jahreswechsel hätte der zentrale Steuerstab des Reaktors mit seinem Antrieb verbunden werden sollen. Dazu hätte er nur wenig angehoben werden müssen. Die Untersuchungen ergaben dann jedoch, dass der Stab weit und mit großer Geschwindigkeit gezogen worden war. Es war bekannt, dass die +-förmigen ‚Stäbe‘ in ihren leicht verformbaren Aluminiumhüllen festklemmen könnten. Als alternative Hypothesen wurden Sabotage, Selbstmord und Mord diskutiert. Das Reaktorgebäude wurde vollständig zerlegt und in der Nähe vergraben, weil ein Transport des hochradioaktiven Materials zur 16 Meilen entfernten Deponie als unnötiges Risiko angesehen wurde. Als Konsequenz aus diesem Unfall – die bisher einzige Leistungsexkursion in einem US-Kernkraftwerk – wurden keine Reaktoren mehr gebaut, die durch das vollständige Ziehen eines einzigen Steuerstabes prompt überkritisch werden konnten, und es wurden detaillierte Arbeitsanweisungen für den Betrieb und die Wartung erstellt. | 4    |
| 24. Juli 1964 | Charlestown (Rhode Island) Vereinigte Staaten         | In einer Fabrik für nukleare Brennelemente der United Nuclear Corporation in Charlestown, verursachte der 38-jährige Arbeiter Robert Peabody einen Unfall mit einer flüssigen Uranlösung. Peabody war dadurch einer tödlichen Strahlendosis von ca. 88 Sievert ausgesetzt. (INES: 4) | 4    |
| 1964–1979     | Belojarsk, Sowjetunion                                | Von 1964 bis 1979 ereignete sich eine Serie von Zerstörungen an Brennstoffkanälen in Reaktor 1 des Belojarsker KKW. Bei jedem dieser Unfälle wurde das Personal einer erheblichen Strahlenbelastung ausgesetzt. (INES: 4) | 4    |
| 7. Mai 1966   | Melekess, nahe Nischnii Nowgorod (Gorki), Sowjetunion | Im Atomic Reactor Research Institute Melekess ereignete sich in einem experimentellen Siedewasserreaktor (VK-Reaktor) eine Leistungsexkursion durch schnelle Neutronen. Der Operator und der Schichtleiter erhielten hohe Strahlendosen (INES: 3–4). | 3–4  |
| 5. Okt. 1966  | Monroe (Michigan) Vereinigte Staaten                  | Eine Fehlfunktion des Natrium-Kühlsystems im Enrico Fermi demonstration nuclear breeder reactor (schneller Brüter) am Ufer des Eriesees führte zu einer partiellen Kernschmelze, bei der keine Strahlung aus dem Containment austrat. Der Reaktorkern enthielt 105 aus Zirconium-verkleideten Stiften bestehende Brennelemente. Der Unfall wird einem Stück Zirkonium zugeschrieben, das einen Flussregler im Natrium-Kühlsystem blockierte. Das Reaktorgebäude wurde durch Sensoren automatisch isoliert, kein Personal war zu diesem Zeitpunkt im Gebäude. Mitarbeitern gelang es, den Reaktor manuell abzuschalten. Zwei der 105 Brennelemente schmolzen, aber außerhalb des Containments wurde keine Strahlung gemessen. Es wurde aber noch Wochen später eine Rekritikalität befürchtet. Der 60-MWe-Reaktor lief im Oktober 1970 wieder mit voller Leistung. Dieser Vorfall lieferte die Grundlage für das Buch We Almost Lost Detroit von John G. Fuller. | 4    |
| 21. Jan. 1969 | Lucens, Schweiz                                       | Beim Versagen des Kühlsystems eines experimentellen Reaktors im Versuchsatomkraftwerk Lucens (VAKL) im Kanton Waadt gab es im Reaktor (der ähnlich wie der NRX-Reaktor aufgebaut war) eine partielle Kernschmelze. Anfang des Jahres 1968 gab es eine Prüfung des mit einer Leistung von 8 MW Energie produzierenden Reaktors. Im April/Mai wurde er in Betrieb genommen, allerdings anschließend bis Januar des nächsten Jahres wieder abgeschaltet. Während dieses Stillstandes lief externes Wasser über eine defekte Gebläse-Dichtung in den Kühlkreis des Reaktors. Die aus Magnesium bestehenden Brennstab-Umhüllungsrohre korrodierten. Als der Reaktor im Januar 1969 wieder in Betrieb genommen wurde, behinderten die Korrosionsprodukte die Kühlung. Der Brennstoff überhitzte und ein Brennelement schmolz. Es geriet in Brand und brachte den Moderatortank zum Bersten. Dabei wurden 1100 kg Schweres Wasser (Moderator), geschmolzenes radioaktives Material und Kohlendioxid (Kühlmittel) in die Reaktorkaverne geschleudert. Da die erhöhte Radioaktivität bereits etwas früher gemessen wurde, konnte das Kraftwerk evakuiert und die Kaverne isoliert werden. Es wurde in der Fels-Kaverne anfänglich eine Dosisleistung von ca. ein Sievert pro Std. Radioaktivität gemessen, wobei eine geringe Menge davon durch „zwei sehr kleine undichte Stellen“ in die Umgebung gelangte; einige Tage später wurde der gesamte Gasinhalt der Kaverne „kontrolliert über Filter“ in die Umgebung abgegeben. Die zusätzliche Dosisbelastung der Bevölkerung betrug 0,001 mSv, war also sehr gering.. Die radioaktiven Trümmer konnten erst Jahre später aus dem Stollensystem geräumt werden. Die Kaverne enthielt nach wie vor eine Menge radioaktiven Materials, wurde aber so verschlossen, dass vorerst keine Strahlung in die Umwelt gelangen konnte. Die Aufräumarbeiten dauerten bis Mai 1973. Die Trümmer wurden in versiegelten Behältern auf dem Gelände gelagert, bis sie 2003 ins zentrale Zwischenlager in Würenlingen (Zwilag) abtransportiert wurden. | 4-5  |
| 11. Mai 1969  | Rocky Flats (Colorado) Vereinigte Staaten             | In einem Container mit 600 t feuergefährlichem Material kam es zu einer spontanen Entzündung von Plutonium. Das Feuer verbrannte 2 t des Materials und setzte Plutoniumoxid frei. Durch die Entnahme von Bodenproben im Umfeld der Anlage stellte man fest, dass die Gegend mit Plutonium kontaminiert wurde. Da sich die Betreiber der Anlage weigerten, Untersuchungen einzuleiten, wurden die Proben im Rahmen einer nicht offiziellen Untersuchung entnommen. (INES: 4–5) | 4–5  |

## 1970er Jahre
| Datum           | Ort                                                 | Vorgang | INES |
| --------------- | --------------------------------------------------- | --- | ---- |
| 1973            | Windscale bzw. Sellafield, Vereinigtes Königreich   | In der Wiederaufarbeitungsanlage kam es in einem für Reparaturen entleerten Becken beim Wiederauffüllen mit Wasser aufgrund heißer Radionuklide am Beckenboden zu einer exothermen Reaktion. Hierdurch wurden ein Teil der Anlage sowie 35 Arbeiter radioaktiv kontaminiert. Aufgrund der internen Kontamination und offenbar auch einer gewissen Freisetzung wurde dieser Unfall mit INES 4 eingestuft. | 4    |
| 18. Januar 1970 | Werft 112 Gorki Sowjetunion                         | Bei dem Atom-U-Boot K-302 (K-320) der 670 Charlie-I-Klasse wird in der Werfthalle ein hydraulischer Test des Primärkreislaufes durchgeführt. Dabei wurde der Reaktor Prompt überkritisch und der spontane Verdampfungsprozess zerstört ein Teil des Primärkreislaufes. Die Strahlenexposition in der Werfthalle betrug 0,16 Gy/s und Schätzungen zufolge wurden rund 2,8 PBq Spaltprodukte freigesetzt. 12 Werftarbeiter im Boot erhielten eine tödliche Strahlendosis und starben innerhalb weniger Tage. Sieben weitere bekamen die Strahlenkrankheit, wovon zwei später starben. 156 Werftarbeiter waren stark erhöhten Strahlenwerten ausgesetzt und einige bekamen später die Strahlenkrankheit. Die Werfthalle sowie zwei weitere 670 Charlie-I-Klasse-Boote die in der Halle aufgelegt waren, mussten dekontaminiert werden. | 4–5  |
| 6. Feb. 1974    | Leningrad, Sowjetunion                              | Aufgrund siedenden Wassers ereignete sich ein Bruch des Wärmetauschers im Block 1 des Kernkraftwerks Leningrad. Drei Menschen starben. Hochradioaktives Wasser aus dem Primärkreislauf wurde zusammen mit radioaktivem Filterschlamm in die Umwelt freigesetzt. (INES: 4–5) | 4–5  |
| Okt. 1975       | Leningrad, Sowjetunion                              | Im Oktober 1975 ereignete sich eine teilweise Zerstörung des Reaktorkerns in Block 1 des Leningrader KKW. Der Reaktor wurde abgeschaltet. Am nächsten Tag wurde der Kern gereinigt, indem eine Notreserve Stickstoff hindurchgepumpt und durch den Abluftschornstein abgeblasen wurde. Dabei wurden ca. 1,5 Megacurie (55 PBq) an radioaktiven Substanzen an die Umwelt abgegeben. (INES: 4–5) | 4–5  |
| 1977            | Belojarsk, Sowjetunion                              | Bei einem Unfall schmolzen 50 % der Brennstoffkanäle des Blocks 2 vom Belojarsker KKW, einem Druckröhrenreaktor ähnlich dem RBMK. Die Reparatur dauerte etwa ein Jahr. Das Personal wurde hohen Strahlenbelastungen ausgesetzt. (INES: 5) | 5    |
| Feb. 1977       | Jaslovské Bohunice, Tschechoslowakei                | In dem mit einem Druckröhrenreaktor ausgestatteten ersten slowakischen Kernkraftwerk Bohunice A-1 kam es zu einem Unfall: Beim Beladen mit frischen Brennelementen überhitzten einige davon, ein Brennelement schoss aus dessen Druckröhre und zerschellte am darüberliegenden Beladungskran. Ein Arbeiter starb, die Reaktor-Halle wurde kontaminiert (INES: 4). Der Reaktor wurde nach dem Unfall stillgelegt. | 4    |
| 31. Dez. 1978   | Belojarsk, Sowjetunion                              | Im Turbinenhaus des Blocks 2 vom Belojarsker KKW stürzte eine Deckenplatte auf einen Turbinenöltank und verursachte einen Großbrand. 8 Personen erlitten hohe Strahlendosen beim Organisieren der Reaktornotkühlung. (INES: 3–4) | 3–4  |
| 28. März 1979   | Three Mile Island (Pennsylvania) Vereinigte Staaten | Im Kernkraftwerk Three Mile Island bei Harrisburg führten Versagen von Maschinenteilen und Messsignalen sowie Bedienungsfehler der Mannschaft zum Ausfall der Reaktorkühlung, wodurch es zur partiellen Kernschmelze (50 % des Kerns) und Freisetzung von 90 TBq an radioaktiven Gasen kam. Dieser Unfall ist bis heute der schwerste in einem kommerziellen Reaktor in den USA. Er wurde von der IAEO mit INES 5 eingestuft. | 5    |

## 1980er Jahre
| Datum           | Ort                                   | Vorgang | INES |
| --------------- | ------------------------------------- | --- | ---- |
| 1980            | Saint-Laurent, Frankreich             | Das Teil-Schmelzen einiger weniger Brennelemente führte zu einer Kontamination des Reaktorgebäudes (INES: 4). Die beiden ersten in St. Laurent gebauten Reaktoren waren graphitmoderiert und gasgekühlt. Die Notkühlung erfolgte deshalb nicht mit Wasser, sondern mit aus der Werksumgebung angesaugter Luft. Der Reaktor wurde nach Reparaturen noch eine Zeit lang weiterbetrieben. Heute laufen in St. Laurent nur noch zwei Druckwasser-Reaktoren. | 4    |
| Sep. 1982       | Tschernobyl, Sowjetunion              | Im Block 1 des KKW Tschernobyl wurde durch Fehler des Personals ein Brennstoffkanal in der Mitte des Reaktors zerstört. Eine große Menge radioaktiver Substanzen wurden über den industriellen Bereich der Kernkraftanlage und die Stadt Prypjat verteilt. Das Personal, das mit der Liquidation der Konsequenzen dieses Unfalls beschäftigt war, erhielt hohe Strahlendosen. (INES: 5) (der bekannte schwere Unfall geschah aber erst 1986, siehe weiter unten: Unfall höherer Stufe, in Block 4) | 5    |
| 1983            | Buenos Aires, Argentinien             | Durch das Vernachlässigen von Sicherheitsregelungen starb ein Operator während einer Modifikation des Reaktorkerns eines Forschungsreaktors. Er befand sich nur wenige Meter entfernt und erhielt mit ca. 20 Gy eine tödliche Strahlendosis (INES: 4). | 4    |
| 10. August 1985 | Chasma-Bucht, Wladiwostok Sowjetunion | In der Chazhma-Bucht, 55 km von der Stadt Wladiwostok entfernt ereignete sich ein ernster Unfall bei dem Brennelementwechsel des atomgetriebenen U-Bootes K-31 (K-431). Durch fehlerhaftes Lösen und Anheben des Reaktorverschlusses werden die Steuerstäbe aus dem Reaktor gezogen. Dabei wurde der Reaktor Prompt überkritisch und erreichte nach 1 bis 4 Millisekunden eine Leistung von 1,5 GW. Das Kühlmittel verdampfte schlagartig und es kam zu einer Dampfexplosion. Die 12 Tonnen schwere Reaktorabdeckung mit den Steuerstäben wurde abgesprengt und riss den Druckkörper des Bootes auf. Durch den Verlust des Moderators und der negativen Reaktivität erlosch die Kettenreaktion. Die meisten radioaktiven Trümmer fielen in einem Umkreis von 50 bis 100 m um das U-Boot in das Hafenbecken auf den Meeresgrund. Dieser wurde auf einer Fläche von rund 100.000 m² mit rund 185 GBq Spaltprodukten (mehrheitlich 60Cobalt) kontaminiert. Der nachfolgende Reaktorbrand in der offenen Reaktorabteilung konnte nach etwa vier Stunden gelöscht werden. Das Feuer setzte Schätzungen zufolge zwischen 185 und 259 PBq Spaltprodukte wie 60Cobalt, 131Jod und 54Mangan frei. Die radioaktive Wolke wehte in Richtung Nordwesten auf die Dunai-Halbinsel, wo auf einem Gebiet von rund 3,5 km Länge und 650 m Breite Radioaktiver Niederschlag niederging. Bei dem Unfall wurden zehn Marineangehörige sofort getötet, sieben Personen stark verstrahlt und 56 weitere bekamen die Strahlenkrankheit. Bei den darauffolgenden Lösch- und Aufräumarbeiten waren rund 2.000 Hilfskräfte im Einsatz. 290 von diesen waren stark erhöhter Strahlung von über 50 mSv ausgesetzt, wovon eine unbekannte Anzahl später an der Strahlenkrankheit starben. Einzelne Feuerwehrleute erhielten eine Äquivalentdosis von bis zu 2,2 Sv und eine Schilddrüsendosis von 4 Sv/s. Mitte der 1990er-Jahre lag die Zahl der offiziell identifizierten Opfer bei 950. Das am selben Pier liegende U-Boot K-42 (627A November-Klasse) wurde so stark verstrahlt, dass es außer Dienst gestellt werden musste. | 5    |
| 6. Jan. 1986    | Gore (Oklahoma) Vereinigte Staaten    | In der Urankonversionsanlage Sequoyah von Kerr-McGee in Gore, Oklahoma barst ein überfüllter Zylinder mit Uranhexafluorid nach unzulässiger Erhitzung. Während des Abfüllens von Uranhexafluorid in einen dafür vorgesehenen Transportzylinder wurde bemerkt, dass aufgrund der fehlerhaften Kalibrierung einer Waage zu viel in den Zylinder abgefüllt worden war. Der Versuch, den Zylinder wieder auf ein normales Level zu entleeren schlug zunächst fehl, da sich das Uranhexafluorid im Behälter abgekühlt hatte und erstarrt war. Um ein weiteres Umfüllen zu ermöglichen, wurde die Erhitzung des Zylinders angewiesen, um den Stoff wieder zu verflüssigen. Beim Aufheizvorgang zerbarst der überfüllte Zylinder und durch Reaktion mit der Luftfeuchtigkeit wurden Uranylfluorid und Flusssäure freigesetzt. Ein Arbeiter starb durch das Einatmen von Flusssäure, 100 Arbeiter und Anwohner mussten ins Krankenhaus eingeliefert werden. | 2–4  |
| 26. April 1986  | Tschernobyl, Sowjetunion              | Zu einem Super-GAU (INES: 7) kam es im Block 4 des Kernkraftwerkes Tschernobyl in der Ukraine. Dabei wurde der Reaktorkern während eines Sicherheitstests aufgrund von Fehlern des Personals und durch konstruktionsbedingte Mängel prompt überkritisch. Es erfolgte eine Leistungsexkursion, die ein Vielfaches der Nennleistung überstieg, so dass es zu einer totalen Kernschmelze und zwei Wasserstoff-Explosionen in kurzer Folge kam. Die Abdeckung des Reaktorkerns und das Dach des Reaktorgebäudes wurden dadurch weggesprengt, ein Containment gab es nicht. Durch die Freilegung und Brand des Reaktorkernes wurden große Mengen Radioaktivität freigesetzt, die unmittelbare Umgebung wurde stark kontaminiert; darüber hinaus gab es zahlreiche direkte Strahlenopfer unter den Hilfskräften. Der Super-GAU konnte durch Radioaktivitätsmessungen und Fallout in Schweden und anderen europäischen Ländern nachgewiesen werden. Es wurde ein großräumiges Sperrgebiet eingerichtet und das Gebiet evakuiert. Die Anzahl der geschädigten Personen schwankt je nach Studie erheblich. Dass der Unfall bisher (gemäß IAEO) unerwartet wenig Opfer forderte, ist teils darauf zurückzuführen, dass der heftige Graphitbrand große Teile der Radioaktivität direkt und hoch in die Atmosphäre hinauf beförderte sowie der Wind vor der Evakuierung größerer Städte wie Prypjat weitgehend in Richtung bevölkerungsschwächerer Regionen blies. | 7    |

## 1990er Jahre
| Datum         | Ort               | Vorgang | INES |
| ------------- | ----------------- | --- | ---- |
| 6. April 1993 | Sewersk, Russland | In der Kerntechnischen Anlage Tomsk bei Sewersk (auch als Tomsk-7 bekannt) wurden in der Wiederaufarbeitungs-Anlage (vor allem genutzt für die Produktion von waffenfähigem Plutonium) durch einen Unfall große Mengen kurzlebiger radioaktiver Stoffe freigesetzt. Infolgedessen wurden rund 120 Quadratkilometer im Gebiet Sewersk kontaminiert (INES: 2–4). | 2–4  |
| 30. Sep. 1999 | Tōkai-mura, Japan | In einer Brennelemente-Fabrik in Tōkai-mura (Japan) befüllten Arbeiter einen Vorbereitungstank mit 16,6 kg Urangemisch (statt der vorgeschriebenen 2,3 kg). Daraufhin setzte eine unkontrollierte Kettenreaktion ein und Strahlung trat aus. Die Zahl der Menschen, die erhöhte Strahlendosen erhielten, wird mit 35 bis 63 angegeben. Drei Arbeiter waren einer besonders hohen Dosis von bis zu 20 Sievert ausgesetzt. Ca. 300.000 Anwohner wurden aufgefordert, ihre Häuser nicht zu verlassen. Dieser Unfall wird von offizieller Seite mit INES 4, von einigen Wissenschaftlern aber mit INES 5 bewertet. Der Arbeiter Hisashi Ōuchi, der einer Strahlendosis von mutmaßlich 16 bis 20 Sievert ausgesetzt war, verstarb am 21. Dezember 1999 im Alter von 35 Jahren an Leberversagen. Am 27. April 2000 verstarb mit Masato Shinohara (40) ein weiterer Arbeiter nach langer Krankheit. Er war vermutlich einer Strahlung von 6 bis 10 Sievert ausgesetzt. | 4–5  |

## 2000er Jahre
| Datum         | Ort              | Vorgang | INES |
| ------------- | ---------------- | --- | ---- |
| 11. März 2006 | Fleurus, Belgien | In einer Bestrahlungsanlage zur Herstellung radiopharmazeutischer Produkte beim Institut national des radio-éléments (IRE) wurde aufgrund eines Hydraulik-Versagens eine Kobalt-Quelle aus einem strahlenabschirmenden Wasserbecken gehoben, obwohl kein Bestrahlungsvorgang stattfand und die Tür zum Raum offenstand. Aufgrund des ausgelösten Alarms betrat ein Angestellter den Raum. Während seines Aufenthaltes von nur 20 Sekunden erhielt er eine Strahlendosis von rund 4,6 Sievert, die mittelfristig lebensbedrohlich sein kann (INES 4). (Unfälle in rein medizinischen Anlagen werden gewöhnlich nicht INES-klassifiziert, beim IRE handelt es sich aber um eine kerntechnische Anlage). | 4    |

## 2010er Jahre
| Datum         | Ort              | Vorgang | INES |
| ------------- | ---------------- | --- | ---- |
| 11. März 2011 | Fukushima, Japan | Aufgrund von Schäden bei der Stromversorgung und an den Kühlsystemen, die durch das große Tōhoku-Erdbeben vom 11. März 2011 und den folgenden Tsunami verursacht wurden, kam es in drei Reaktoren und zwei Abklingbecken des Kernkraftwerks Fukushima-Daiichi (Fukushima I) zur Überhitzung der Brennelemente. Es ereigneten sich mehrere Explosionen: In Block 1 am 12. März, in Block 3 am 14. März und in den Blöcken 2 und 4 am 15. März. Bei diesen Explosionen wurden bei Block 1 und 3 die äußeren Gebäudehüllen stark beschädigt und radioaktives Material freigesetzt. Zudem brachen in den Blöcken 3 und 4 mehrere Brände aus und setzten große Mengen radioaktiver Stoffe frei. Zur behelfsmäßigen Kühlung wurde in die Reaktorkerne von Block 1, 2 und 3 zunächst Reinwasser, dann mit Borsäure versetztes Meerwasser und schließlich wieder Reinwasser gepumpt. Auch in die betroffenen Abklingbecken wurde Wasser von außen her nachgeführt. Von der japanischen Regierung wurden in mehreren Schritten Evakuierungsmaßnahmen mit einem Radius von zuletzt 20 km angeordnet, von denen zunächst etwa 80.000 Menschen betroffen waren; in einem Umkreis von 30 km wurde den Bewohnern empfohlen, sich nicht ins Freie zu begeben (dies betraf 200.000 Menschen) und Fenster und Türen geschlossen zu halten; die USA empfahlen wenige Tage nach der ersten Explosion eine Evakuierungszone von 80 km, davon wären ca. 2 Mio. Menschen betroffen gewesen. Später wurde aufgrund gemessener Bodenkontamination ein weiterer Bereich bis 30 km im Nordwesten des Werks evakuiert. Die Ereignisse in den Blöcken 1 bis 3 wurden von der Japanischen Atomaufsichtsbehörde (NISA) am 18. März 2011 vorläufig der Stufe INES: 5 zugeordnet, am 12. April 2011 jedoch auf die höchstmögliche Stufe INES: 7 hochgestuft. Erhebliches Interesse der nationalen und internationalen Medien inkl. Filmmaterial der Explosionen in zwei Reaktorgebäuden sowie eine höhere Einstufung durch ausländische Einrichtungen hatten die japanische Regierung zuvor unter Zugzwang gesetzt. Der Kraftwerksbetreiber Tepco räumte schließlich ebenfalls sogenannte „teilweise Kernschmelzen“ in den Reaktoren 1 und 3 ein, später auch in Reaktor 2. | 7    |

| 1940 • 1950 • 1960 • 1970 • 1980 • 1990 • 2000 • 2010 • 2020 |